# Vladimirci
Vladimirci (cyr. Владимирци) – wieś w Serbii, w okręgu maczwańskim, siedziba gminy Vladimirci. W 2011 roku liczyła 1662 mieszkańców.